# Figueira de Castelo Rodrigo
Figueira de Castelo Rodrigo est un village portugais appartenant au district de Guarda, dans la sous-région de Beira Interior Norte, région Centre..
Le village est le siège de la municipalité de Figueira de Castelo Rodrigo, qui a une superficie de 508,58 km² et compte 5 150 habitants en 2021, subdivisée en 10 paroisses. 
La commune est limitée au nord par la commune de Freixo de Espada à Cinta, à l'est par l'Espagne, au sud par Almeida, au sud-ouest et à l'ouest par Pinhel et au nord-ouest par Vila Nova de Foz Côa.
Ayant comme points culminants de son territoire le village historique de Castelo Rodrigo et Serra da Marofa, avec son Christ Roi, une statue placée au sommet de la montagne en juillet 1956, baignée par trois rivières : Rio Douro, Rio Águeda et Rio Côa, mais aussi à travers les réservoirs du barrage de Santa Maria de Aguiar et du barrage de Vermiosa.
La commune a eu sa charte en 1209 et jusqu'en 1836 son siège était dans la paroisse de Castelo Rodrigo.

## Géographie
Figueira de Castelo Rodrigo est limitrophe :
- au nord, de Freixo de Espada à Cinta,
- à l'est, de l'Espagne,
- au sud, d'Almeida,
- au sud-ouest et à l'ouest, de Pinhel,
- au nord-ouest, de Vila Nova de Foz Côa.

## Histoire
La municipalité a reçu sa charte – foral, en portugais – en 1209.
Le 7 juillet 1664, pendant la guerre de Restauration, une armée d'invasion espagnole est écrasée par les forces portugaises lors de la bataille de Castelo Rodrigo qui a lieu près de Figueira de Castelo Rodrigo.
Jusqu'en 1836, le chef-lieu de la municipalité était fixé à Castelo Rodrigo.

## Démographie
| 1801  | 1849  | 1900   | 1930   | 1960   | 1981  | 1991  | 2001  | 2004  |
| ----- | ----- | ------ | ------ | ------ | ----- | ----- | ----- | ----- |
| 7 059 | 7 784 | 14 716 | 13 339 | 13 237 | 9 140 | 8 105 | 7 158 | 6 884 |

| 2011  | - | - | - | - | - | - | - | - |
| ----- | - | - | - | - | - | - | - | - |
| 6 260 | - | - | - | - | - | - | - | - |

## Économie
L'économie de la ville repose essentiellement sur l'agriculture et l'industrie.
La proximité avec la frontière espagnole et les autoroutes A25 et A23 permettent de faciliter les échanges.

## Équipements et services[3]
Administratifs :
- Mairie
- Service des impôts
- Tribunal

Défense, sécurité, protection :
- GNR
- Pompiers
- Protection civile

Éducation :
- Crèche
- École du premier cycle
- École du second cycle

Environnement :
- Déchetterie

Loisirs, tourisme :
- Cinéma [4]
- Espace internet (cybercafé)
- Office de tourisme
- Parcs
- Square

Religieux :
- Église

Santé :
- Maison de retraite
- Hôpital

Sportifs :
- Stade
- Courts de tennis
- Piscine

Divers :
- Chenil
- Salle des ventes

## Foires et marchés
Le dimanche et un jeudi sur deux.
Présence d'un marché couvert.

## Jumelages
- Wissous (France) depuis le 17 juin 2000[5].

## Subdivisions
La municipalité de Figueira de Castelo Rodrigo groupe 18 paroisses (freguesia, en portugais) :
- Algodres
- Almofala
- Castelo Rodrigo : Château de Castelo Rodrigo
- Cinco Vilas
- Colmeal
- Escalhão
- Escarigo
- Figueira de Castelo Rodrigo
- Freixeda de Torrão
- Mata de Lobos
- Penha de Águia
- Quintã de Pêro Martins
- Reigada
- Vale de Alfonsinho
- Vermiosa
- Vilar de Amargo
- Vilar Torpim
- Nave Redonda

## Personnalités
- José Vilhena (1927-2015), auteur, dessinateur et peintre portugais, est né dans la municipalité.